# 2005-ös fedett pályás atlétikai Európa-bajnokság
A 2005-ös fedett pályás atlétikai Európa-bajnokságot Madridban, Spanyolországban rendezték március 4. és március 6. között. A férfiaknál és a nőknél is 14–14 versenyszám volt. Ez volt a 28. fedett pályás atlétikai Eb. Ekkor tért át Európai Atlétikai Szövetség a kétévenkénti, "páratlan" években rendezett fedett pályás atlétikai Európa-bajnokságok sorára.

## A magyar sportolók eredményei
Magyarország az Európa-bajnokságon 7 sportolóval képviseltette magát.

## Éremtáblázat
(A táblázatban a rendező nemzet eltérő háttérszínnel kiemelve.)
| Helyezés | Nemzet           | Arany | Ezüst | Bronz | Összesen |
| 1.       | Oroszország      | 9     | 2     | 6     | 17       |
| 2.       | Svédország       | 3     | 1     | 1     | 5        |
| 3.       | Franciaország    | 2     | 1     | 1     | 4        |
| 4.       | Írország         | 2     | 0     | 0     | 2        |
| 5.       | Spanyolország    | 1     | 6     | 5     | 12       |
| 6.       | Nagy-Britannia   | 1     | 4     | 1     | 6        |
| 7.       | Lengyelország    | 1     | 3     | 2     | 6        |
| 8.       | Ukrajna          | 1     | 2     | 3     | 6        |
| 9.       | Románia          | 1     | 2     | 1     | 4        |
| 10.      | Fehéroroszország | 1     | 1     | 0     | 2        |
| 11.      | Németország      | 1     | 0     | 5     | 6        |
| 12.      | Bulgária         | 1     | 0     | 1     | 2        |
| 13.      | Belgium          | 1     | 0     | 0     | 1        |
| 13.      | Csehország       | 1     | 0     | 0     | 1        |
| 13.      | Dánia            | 1     | 0     | 0     | 1        |
| 13.      | Portugália       | 1     | 0     | 0     | 1        |
| 17.      | Ausztria         | 0     | 2     | 1     | 3        |
| 17.      | Görögország      | 0     | 2     | 1     | 3        |
| 19.      | Hollandia        | 0     | 1     | 1     | 2        |
| 20.      | Olaszország      | 0     | 1     | 0     | 1        |

## Érmesek
- WR – világrekord
- CR – Európa-bajnoki rekord
- AR – kontinens rekord
- NR – országos rekord
- PB – egyéni rekord
- WL – az adott évben aktuálisan a világ legjobb eredménye
- SB – az adott évben aktuálisan az egyéni legjobb eredmény

### Férfi
| Versenyszám     | Arany                                                                      | Arany      | Ezüst                                                                                 | Ezüst     | Bronz                                                                                      | Bronz     |
| --------------- | -------------------------------------------------------------------------- | ---------- | ------------------------------------------------------------------------------------- | --------- | ------------------------------------------------------------------------------------------ | --------- |
| 60 m            | Jason Gardener · Nagy-Britannia                                            | 6,55       | Ronald Pognon · Franciaország                                                         | 6,62      | Kosztjantin Vaszjukov · Ukrajna                                                            | 6,62      |
| 200 m           | Tobias Unger · Németország                                                 | 20,53      | Chris Lambert · Nagy-Britannia                                                        | 20,69     | Marcin Urbaś · Lengyelország                                                               | 21,04     |
| 400 m           | David Gillick · Írország                                                   | 46,30      | David Canal · Spanyolország                                                           | 46,64     | Sebastian Gatzka · Németország                                                             | 46,88     |
| 800 m           | Dmitrij Bogdanov · Oroszország                                             | 1:48,61    | Antonio Manuel Reina · Spanyolország                                                  | 1:48,76   | Juan de Dios Jurado · Spanyolország                                                        | 1:49,11   |
| 1500 m          | Ivan Hesko · Ukrajna                                                       | 3:36,70 CR | Juan Carlos Higuero · Spanyolország                                                   | 3:37,98   | Reyes Estévez · Spanyolország                                                              | 3:38,90   |
| 3000 m          | Alistair Cragg · Írország                                                  | 7:46,32    | John Mayock · Nagy-Britannia                                                          | 7:51,46   | Reyes Estévez · Spanyolország                                                              | 7:51,65   |
| 60 m gát        | Ladji Doucouré · Franciaország                                             | 7,50       | Felipe Vivancos · Spanyolország                                                       | 7,61      | Robert Kronberg · Svédország                                                               | 7,65      |
| 4 × 400 m váltó | Franciaország · Richard Maunier · Remi Wallard · Brice Panel · Marc Raquil | 3:07,90    | Nagy-Britannia · Dale Garland · Daniel Cossins · Richard Davenport · Gareth Warburton | 3:09,53   | Oroszország · Andrej Polukejev · Alekszandr Uszov · Dmitrij Forsev · Alekszandr Broscsenko | 3:09,63   |
| Magasugrás      | Stefan Holm · Svédország                                                   | 240 cm CR  | Jaroszlav Ribakov · Oroszország                                                       | 238 cm    | Pavel Fomenko · Oroszország                                                                | 232 cm    |
| Rúdugrás        | Igor Pavlov · Oroszország                                                  | 590 cm CR  | Denisz Jurcsenko · Ukrajna                                                            | 585 cm    | Tim Lobinger · Németország                                                                 | 580 cm    |
| Távolugrás      | Joan Lino Martínez · Spanyolország                                         | 837 cm     | Bogdan Tarus · Románia                                                                | 814 cm    | Volodimir Zjuszkov · Ukrajna                                                               | 799 cm    |
| Hármasugrás     | Igor Szpaszovhodszkij · Oroszország                                        | 17,20 m    | Mikola Szavolajnen · Ukrajna                                                          | 17,01 m   | Alekszandr Petrenko · Oroszország                                                          | 16,98 m   |
| Súlylökés       | Joachim Olsen · Dánia                                                      | 21,19 m    | Rutger Smith · Hollandia                                                              | 20,79 m   | Manuel Martinez · Spanyolország                                                            | 20,51 m   |
| Hétpróba        | Roman Šebrle · Csehország                                                  | 6232 pont  | Alekszandr Pogorelov · Oroszország                                                    | 6111 pont | Roland Schwarzl · Ausztria                                                                 | 6064 pont |

### Női
| Versenyszám     | Arany                                                                                     | Arany        | Ezüst                                                                                 | Ezüst     | Bronz                                                                              | Bronz         |
| --------------- | ----------------------------------------------------------------------------------------- | ------------ | ------------------------------------------------------------------------------------- | --------- | ---------------------------------------------------------------------------------- | ------------- |
| 60 m            | Kim Gevaert · Belgium                                                                     | 7,12         | Jeorjía Koklóni · Görögország                                                         | 7,18      | María Karasztamáti · Görögország                                                   | 7,20          |
| 200 m           | Ivet Lalova · Bulgária                                                                    | 22,91        | Karin Mayr-Krifka · Ausztria                                                          | 22,94     | Jacqueline Poelman · Hollandia                                                     | 23,42         |
| 400 m           | Szvetlana Poszpelova · Oroszország                                                        | 50,41        | Szvjatlana Uszovics · Fehéroroszország                                                | 50,55     | Irina Rosihina · Oroszország                                                       | 52,05         |
| 800 m           | larisza Cszsao · Oroszország                                                              | 1:59,97      | Mayte Martinez · Spanyolország                                                        | 2:00,52   | Natalja Ciganova · Oroszország                                                     | 2:01,62       |
| 1500 m          | Elena Iagăr · Románia                                                                     | 4:03,09      | Corina Dumbravean · Románia                                                           | 4:05,88   | Hind Dehiba · Franciaország                                                        | 4:07,20       |
| 3000 m          | Lidia Chojecka · Lengyelország                                                            | 8:43,76      | Susanne Pumper · Ausztria                                                             | 8:47,74   | Sabrina Mockenhaupt · Németország                                                  | 8:47,76       |
| 60 m gát        | Susanna Kallur · Svédország                                                               | 7,80         | Jenny Kallur · Svédország                                                             | 7,99      | Kirsten Bolm · Németország                                                         | 8,00          |
| 4 × 400 m váltó | Oroszország · Tatyjana Levina · Julija Pecsonkina · Irina Rosihina · Szvetlana Poszpelova | 3:28,00 (CR) | Lengyelország · Anna Pacholak · Monika Bejnar · Marta Chrust-Rożej · Małgorzata Pskit | 3:29,37   | Nagy-Britannia · Melanie Purkiss · Donna Fraser · Catherine Murphy · Lee McConnell | 3:29,81       |
| Magasugrás      | Anna Csicserova · Oroszország                                                             | 201 cm       | Ruth Beitia · Spanyolország                                                           | 199 cm    | Venelina Veneva · Bulgária                                                         | 197 cm        |
| Rúdugrás        | Jelena Iszinbajeva · Oroszország                                                          | 490 cm (WR)  | Anna Rogowska · Lengyelország                                                         | 475 cm    | Monika Pyrek · Lengyelország                                                       | 470 cm        |
| Távolugrás      | Naide Gomes · Portugália                                                                  | 670 cm       | Sztilianí Pilátu · Görögország                                                        | 664 cm    | Adina Anton · Románia · Bianca Kappler · Németország                               | 6,59 m 653 cm |
| Hármasugrás     | Viktorija Gurova · Oroszország                                                            | 14,74 m      | Magdelin Martinez · Olaszország                                                       | 14,54 m   | Carlota Castrejana · Spanyolország                                                 | 14,45 m       |
| Súlylökés       | Nadzeja Asztapcsuk · Fehéroroszország                                                     | 19,37 m      | Krystyna Zabawska · Lengyelország                                                     | 18,96 m   | Olga Rjabinkina · Oroszország                                                      | 18,83 m       |
| Ötpróba         | Carolina Klüft · Svédország                                                               | 4948 pont    | Kelly Sotherton · Nagy-Britannia                                                      | 4733 pont | Natalija Dobrinszka · Ukrajna                                                      | 4667 pont     |

1. ↑  A második helyen célba érkező brit Mark Lewis-Francist doppingvétség miatt később kizárták.
2. ↑  Az eredetileg ezüstérmes török Tezeta Desalegn-Dengersa eredményét doppingvétségek miatt törölték.
3. ↑  Bianca Kappler utolsó ugrását a zsűri tévesen mérte és ezzel az első helyre került. Kappler azonban maga jelezte a tévedést, így a zsűri a fair play szellemében tett jelzésért megosztott bronzéremmel jutalmazta őt.